# Джеймс Поттер
Джеймс Поттер (27 березня 1960 — 31 жовтня 1981) — герой серії романів англійської письменниці Джоан Роулінґ про Гаррі Поттера — батько головного героя, чоловік Лілі Поттер (Еванс). Чаклун, незареєстрований анімаг (має вміння перетворюватися на оленя, через що отримав прізвисько Золоторіг). Член першого складу Ордена Фенікса.

## Навчання
Учився в Гоґвортсі в гуртожитку Ґрифіндор (1971–1978).
Був ловцем команди Ґрифіндору з квідичу.
Найкращі друзі: Сіріус Блек, Ремус Люпин, Пітер Петіґру. Разом друзі називали себе мародерами та разом весело проводили час, часто порушуючи шкільні правила.
У школі конфліктував із Северусом Снейпом, у першу чергу через Лілі Еванс. Проте врятував життя Снейпу, коли того міг вкусити вовкулака Ремус Люпин. За словами Северуса Снейпа, не наважувався наближуватися до нього без своїх друзів. Пізніше ворожнеча між Мародерами та Северусом Снейпом перейшла у негативне ставлення Снейпа до сина Джеймса, Гаррі Поттера.

## Доросле життя
Після школи одружився з Лілі Еванс. Подружжя мешкало у Годриковій Долині. У війні з Волдемортом та смертежерами займали сторону Албуса Дамблдора, якого всіляко підтримували, тому стали членами першого скликання Ордена Фенікса.

## Смерть
Почувши пророцтво Сивіли Трелоні, Волдеморт намагався вбити малого сина Поттерів, Гаррі. Дізнавшись про те, що родині загрожує небезпека, Поттери заховалися від Волдеморта за допомогою Закляття Довіри. Проте після зради їхнім Тайноохоронцем та другом Пітером Петіґру Джеймса разом із дружиною було вбито Волдемортом.

## Появи

### Гаррі Поттер і філософський камінь
Джеймс Поттер в першій книзі з'являється у дзеркалі Яцрес.

### Гаррі Поттер і смертельні реліквії
У цій частині Джеймс з'являється з воскресального каменя.

### Гаррі Поттер і прокляте дитя
Тут згадують нашого персонажа тоді, коли Албус Поттер і Скорпій Мелфой вирушили у мандрівку часом.